# يوضا آصف
يوضا آصف (الأردية: یوضا آصف) هي أشكال عربية وأرديّة لاسم يهوشافاط، وترتبط في المقام الأول بالإصدارات المسيحية والإسلامية لحياة بوذا الموجودة في أسطورة برلام ويوشافاط .[بحاجة لمصدر]
وفقًا للفكر الأحمدي، فإن اسم يوضا آصغ مشتق من البوذية، وربما من يوسو أو يهوشوا (يسوع) وآساف (الجامع).

## الملخص
بحسب الفكر الأحمدي فإن يوضا آصف كان نبيًا من أنبياء أهل الكتاب واسمه الحقيقي عيسى. جاء النبي يوضا آصف إلى كشمير من الغرب (الأرض المقدسة) في عهد راجا جوباداتا (حوالي القرن الأول الميلادي) وفقًا للوثائق القديمة التي يحتفظ بها الوصي الحالي على القبر.
وفقًا لكتاب تاريخ كشمير، وهو تاريخ كشمير الذي كتب بين عامي 1579 و1620، كان يوضا آصف نبيًا لله سافر إلى كشمير من أرض أجنبية.
في عام 1747، ذكر كاتب صوفي محلي من سريناجار، خواجة محمد أعظم ديداماري [الإنجليزية]، أن روزا بال هو ضريح لنبي وأمير أجنبي، يوضا آصف.
يعتقد عالم الهنديات غونتر غرونبولد [الإنجليزية] في كتابه عيسى في الهند [الإنجليزية] أن هذا الضريح كان هندوسيًا في السابق، قبل إسلام كشمير، وربما يكون قبر قديس بوذي أو هندوسي وليس صوفيًا، ولكن على أي حال، ليس له أي صلة بيسوع أو المسيحية.

## غلام أحمد والعقيدة الأحمدية
بعد أن عثر ميرزا غلام أحمد، مؤسس حركة الأحمدية ، على بحث للمستكشف الروسي نيكولاس نوتوفيتش [الإنجليزية]، حدد يوضا آصف باعتباره الاسم الذي ربما اتخذه عيسى الناصري بعد صلبه وهجرته من فلسطين. كما حدد أحمد أيضًا ضريح روضة بل الواقع في سريناغار، وكشمير باعتباره قبر يسوع. واستنادًا إلى التقاليد الشفوية الكشميرية، فضلًا عن القرآن والحديث وروايات المستكشفين، افترض ميرزا غلام أحمد أن عيسى سافر إلى سري نكر، حيث استقر وتزوج امرأة تدعى مريم (مريم)، وأن مريم أنجبت أطفالًا من يوضا آصف، قبل أن يموت عن عمر يناهز 120 عامًا. ويناقش هذا الاعتقاد في كتاب عيسى في الهند. ويؤكد كتاب الأحمدية الأحدث أن قبر مريم [الإنجليزية]، والدة يسوع، يقع في موري، باكستان.
يعتقد المسلمون الصوفيون الذين يعيشون بالقرب من الضريح أن يوضا آصف كان قديسًا صوفيًا. في حين أن غالبية المسلمين باختلاف طوائفهم سُنة وشيعة يعتقدون ان هذا هرطقة.

## طالع أيضًا
- عيسى في الإسلام الأحمدي